# Esmeralda (telenovela)
Esmeralda é uma telenovela mexicana dirigida por Beatriz Sheridan e a primeira telenovela produzida por Salvador Mejía Alejandre e exibida entre 28 de abril e 14 de novembro de 1997 pelo Canal de las Estrellas, em 144 capítulos às 20 horas, substituindo No tengo madre e sendo substituída por Desencuentro.
Original de Delia Fiallo, é um remake das novelas venezuelanas Esmeralda e Topacio, produzidas em 1970 e 1985, respectivamente e contou com a adaptação de Georgina Tinoco, Dolores Ortega e Luz Orlín.
Foi protagonizada por Letícia Calderón e Fernando Colunga, com as atuações estrelares de Raquel Olmedo, Raquel Morell, Enrique Lizalde, Nora Salinas e Juan Pablo Gamboa e antagonizada por Laura Zapata, Ana Patrícia Rojo e Salvador Pineda.

## Sinopse
A tempestuosa noite encontra uma parteira, Dominga (Raquel Olmedo), a assistir a um parto difícil. A mãe morre logo após dar à luz um menino. Entretanto, na Casa Grande da fazenda, Blanca de Velasco de Peñarreal (Raquel Morell), tem também um parto. Seu marido, Dom Rodolfo Peñarreal (Enrique Lizalde), aguarda ansiosamente fora do seu quarto, esperando que a criança será um menino. O seu médico não pode chegar à fazenda, porque a tempestade derrubou uma árvore na estrada. A família solicita a presença de Dominga, que substituirá as crianças sem que eles saibam.
A criança é uma menina - e aparentemente nasceu morta. Dominga, ao perceber a dor que esse resultado irá causar em Don Rodolfo. Crisanta, a babá da família fala sobre o menino órfão, e as duas decidem trocar os bebês enquanto Blanca ainda está inconsciente. Crisanta dá a Dominga brincos de esmeraldas que pertencem a Blanca dados como um preço pelo seu silêncio.
Dominga retorna para sua casa com o bebé morto nos braços. Pouco depois, a menina começa a chorar. Percebendo que ela havia cometido um erro terrível, Dominga resolve ficar com a menina como sua própria. Ela chama a menina de Esmeralda, por conta dos brincos de esmeralda.
Dezoito anos mais tarde, os Peñarreal retornam à Casa Grande depois de uma estadia na Cidade do México. O menino nascido naquela noite, José Armando Peñarreal (Fernando Colunga), é um jovem culto, e bem educado. Enquanto Esmeralda (Letícia Calderón), que tinha nascido cega, ainda vive no campo com Dominga. Pouco depois, eles se encontaram no amor - tanto para o desprazer de Don Rodolfo, que não sabe que a moça cega que tanto despreza é sua verdadeira filha.

## Elenco
| Intérprete             | Personagem                                                   |
| ---------------------- | ------------------------------------------------------------ |
| Letícia Calderón       | Esmeralda Rosales / Esmeralda Peñareal De Velasco de Camacho |
| Fernando Colunga       | José Armando Camacho / José Armando Penãreal De Velasco      |
| Raquel Morell          | Branca De Velasco de Peñareal                                |
| Enrique Lizalde        | Rodolfo Peñareal                                             |
| Nora Salinas           | Graziela Linhares Peñareal                                   |
| Laura Zapata           | Fátima Peñarreal de Linhares                                 |
| Alejandro Ruiz         | Adrián Lucero                                                |
| Salvador Pineda        | Dr. Lúcio Maláver                                            |
| Juan Pablo Gamboa      | Dr. Álvaro Lazcano                                           |
| Dolores Salómon        | Tula                                                         |
| Noé Murayama           | Fermino                                                      |
| Rafael Amador          | Dionisio Lucero                                              |
| Alejandro Ávila        | Diseñador                                                    |
| Raquel Pankowsky       | Joana                                                        |
| Ursula Murayama        | Jacinta                                                      |
| Odín Dupeyrón          | Jacinto                                                      |
| Esther Rinaldi         | Florzinha Lucero                                             |
| Ignacio López Tarso    | Melesio                                                      |
| Raquel Olmedo          | Dominga                                                      |
| Dina de Marco          | Crisanta                                                     |
| Ana Patrícia Rojo      | Georgina Pérez Montalvo                                      |
| Sergio Jurado          | Joaquim Estrada                                              |
| María Luisa Alcalá     | Dona Socorro                                                 |
| Elsa Cárdenas          | Hortência Lazcano                                            |
| Elsa Navarrete         | Aurora                                                       |
| Gustavo Rojo           | Dr. Bernardo Pérez Montalvo                                  |
| Mauricio Rubi          | Facundo                                                      |
| Juan Ríos              | Claudio                                                      |
| María Morena           | Doris Camacho                                                |
| Alberto Santini        | Nacho                                                        |
| Gabriela Aponte        | Benita Camacho                                               |
| Melba Luna             | Epifanía                                                     |
| Irán Eory              | Irmã Piedade                                                 |
| Gabriela Salomón       | Pietra                                                       |
| Natasha Dupeyrón       | Esmeralda Peñareal De Velasco / Esmeralda Rosales (criança)  |
| Paola Flores           | Tomásia                                                      |
| Isadora González       | Tania                                                        |
| Lorena Martínez        | Irmã Lucila                                                  |
| Dacia González         | Rita Valverde                                                |
| Roberto D'Amico        | Gustavo Valverde                                             |
| Marco Uriel            | Emiliano Valverde                                            |
| Raúl "Chóforo" Padilla | Trolebús                                                     |
| Rosita Pelayo          | Hilda Ortega Olmedo                                          |
| Rafael del Villar      | Sebastián Robles-Gil                                         |
| Gustavo Aguilar        | Anuar                                                        |
| Eduardo Cáceres        | Femio                                                        |
| José Antonio Coro      | Juiz Díaz Mirón                                              |
| Gabriela del Valle     | Zoila                                                        |
| Jesús Lara             | Tomás                                                        |
| Alma Rosa López        | Maribel                                                      |
| Fabrizio Mersini       | Luis                                                         |
| Genoveva Moreno        | Zenaida                                                      |
| Genoveva Pérez         | Eufraria                                                     |
| Jaime Puga             | Lino                                                         |
| Carlos Ramírez         | Dr. Ramos                                                    |
| José Luis Rojas        | Eleno                                                        |
| Roberto Ruy            | Indio Ofelio                                                 |
| Cuco Sánchez           | Don Cuco                                                     |
| Irma Torres            | Altagracia                                                   |
| Nicky Mondellini       | Dra. Rosario Muñoz                                           |
| Horacio Vera           | Ciriaco                                                      |

## Exibição

### No México
Foi exibida pela primeira vez pelo canal TLNovelas entre 07 de agosto de 2000 a 13 de fevereiro de 2001.
A trama foi reprisada por seu canal original por três ocasiões: Entre 7 de maio a 3 de agosto de 2001, substituindo  El noveno mandamiento e sendo substituída por Atrévete a olvidarme, às 17h; pela segunda vez, entre 31 de agosto de 2009 e 1 de janeiro de 2010, substituindo Salomé e sendo substituída por Mariana de la noche; e pela terceira vez entre 3 de abril e 23 de julho de 2024, substituindo La mentira e sendo substituída por La usurpadora às 14h30.
Foi exibida pela segunda vez pelo TLNovelas entre 24 de outubro de 2011 e 1 de maio de 2012.

### No Brasil
Foi exibida pelo SBT, entre 2 de outubro de 2000 e 6 de março de 2001, substituindo a telenovela mexicana A Mentira e sendo substituída pela telenovela colombiana Café com Aroma de Mulher.
Foi exibida pelo canal pago TLN Network entre 11 de julho de 2011 a 24 de janeiro de 2012 substituindo Maria Isabel e sendo substituída por A Usurpadora.
Em 2016, o SBT anunciou durante seus intervalos a reprise da trama, porém o canal cancelou esta reapresentação e optou pela volta de A Mentira, que tinha sido a antecessora de Esmeralda na exibição anterior da emissora.

### Em Portugal
Foi exibida em Portugal pela RTP1 entre 07 de setembro de 1998 a 02 de abril de 1999.

## Prêmios e nomeações

### Prêmios TVyNovelas 1998
| Categoria                    | Indicado            | Resultado |
| ---------------------------- | ------------------- | --------- |
| Melhor telenovela            | Salvador Mejía      | Venceu    |
| Melhor atriz protagonista    | Leticia Calderón    | Indicado  |
| Melhor ator protagonista     | Fernando Colunga    | Indicado  |
| Melhor atriz antagonista     | Laura Zapata        | Indicado  |
| Melhor ator antagonista      | Salvador Pineda     | Indicado  |
| Melhor ator principal        | Ignacio López Tarso | Venceu    |
| Melhor ator principal        | Enrique Lizalde     | Indicado  |
| Melhor atriz co-protagonista | Nora Salinas        | Venceu    |
| Melhor atriz co-protagonista | Raquel Morell       | Indicado  |
| Melhor ator co-protagonista  | Alejandro Ruiz      | Venceu    |
| Melhor direção de câmera     | Jesús Nájera Saro   | Venceu    |

## Versões
- A primeira versão desta telenovela, também intitulada Esmeralda, foi uma telenovela venezuelana realizada em 1970 pelo canal venezuelano Venevisión com produção de José Enrique Crousillat. a adaptação foi da própria Delia Fiallo. Foi dirigida por Grazio D'Angelo e protagonizada por Lupita Ferrer e José Bardina.[11]
- A produtora Coral Producciones realizou para a emissora privada venezuelana RCTV uma versão desta telenovela em 1984 intitulada Topacio com a produção de Jorge Gherardi e Omar Pin. A telenovela foi adaptada por Ana Mercedes Escámez, Milagros del Valle e Benilde Avila, foi dirigida por Luis Alberto Lamata e Luis Manzo e protagonizada por Grecia Colmenares e Víctor Cámara.[12]
- A emissora brasileira SBT realizou no Brasil uma versão desta telenovela em 2004 - 2005 intitulada também Esmeralda com a produção de Carmen Busana e David Grimberg. A telenovela foi adaptada por Henrique Zambelli e Rogério Garcia, dirigida por Jacques Lagôa, Henrique Martins e Luiz Antônio Piá e protagonizada por Bianca Castanho e Cláudio Lins[13].
- Televisa realizou uma nova versão em 2017 - 2018 intitulada Sin tu mirada produzida por Ignacio Sada Madero e protagonizada por Claudia Martín e Osvaldo de León.